# Винер (Јужна Дакота)
Винер (енгл. Winner) град је у америчкој савезној држави Јужна Дакота.

## Демографија
По попису из 2010. године број становника је 2.897, што је 240 (-7,7%) становника мање него 2000. године.
| Група             | 2000.         | 2010.         |
| Белци             | 2.786 (88,8%) | 2.365 (81,6%) |
| Афроамериканци    | 2 (0,1%)      | 6 (0,2%)      |
| Азијати           | 2 (0,1%)      | 8 (0,3%)      |
| Хиспаноамериканци | 22 (0,7%)     | 42 (1,4%)     |
| Укупно            | 3.137         | 2.897         |